# スーダン

スーダン共和国
جمهورية السودان（アラビア語）
Republic of the Sudan（英語）

国の標語：النصر لنا (al-naṣr lanā)
（アラビア語：勝利は我々のもの）
国歌：我ら、神と祖国の兵士

スーダン共和国（スーダンきょうわこく、アラビア語: جمهورية السودان、英語: Republic of the Sudan）、通称スーダンは、北東アフリカに位置する共和制国家である。首都はハルツーム。国境を接する隣国は北がエジプト、北西がリビア、西がチャドと中央アフリカ、南が南スーダン、南東がエチオピアとエリトリア。東側は紅海に面しており、その対岸側にはサウジアラビアがある。
アルジェリア、コンゴ民主共和国に次いでアフリカ大陸で3位の面積を有する。2011年7月に南スーダン共和国が分離独立する前は、面積250万5813平方キロメートルとアフリカ大陸最大の国土を有していた。

## 国名
正式名称はアラビア語で、جمهورية السودان（ラテン文字転写 : Jumhūrīyat as-Sūdān; ジュムフーリーヤト・アッ＝スーダーン。つなげ読みするとジュンフーリヤトゥ・ッ＝スーダーン）。通称は、السودان（as-Sūdān; アッ＝スーダーン）。
公式の英語表記は、Republic of the Sudan。通称、Sudan ([suˈdæn, suːˈdɑːn])。
日本語の表記はスーダン共和国で、通称はスーダン。漢字表記は、蘇丹。
- 1899年 - 1956年 英埃領スーダン
- 1956年 - 1969年 スーダン共和国
- 1969年 - 1985年 スーダン民主共和国
- 1985年 - スーダン共和国

「スーダーン」はアラビア語で「黒い人」を意味する言葉を原義とし、元来は北アフリカのアラブ人たちからみて南に住む黒人の居住地域、すなわち西アフリカから東アフリカに至るまでのサハラ砂漠以南の広い地域を指す地域名称で、国名としてのスーダンと区別するため「歴史的スーダン」ともいう。国家としてのスーダンは、地域名としての「スーダン」の東部を占め、歴史的には東スーダーンと呼ばれた地域に当たる。南スーダンの独立後、スーダン共和国を指して「北スーダン」と呼ばれることは稀だが、二国間関係を表す際に「南北スーダン」とする表現はよく見られる。

## 歴史

### 古代ヌビア諸王国

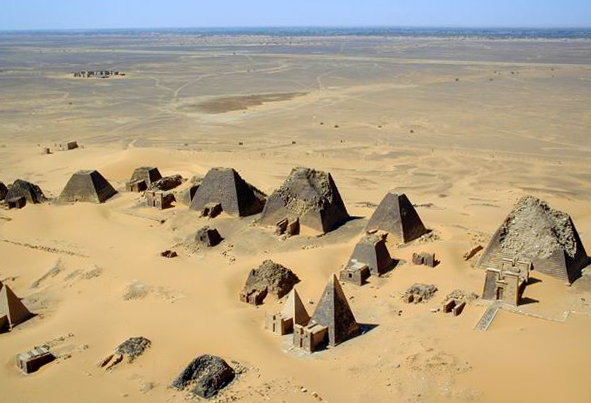
メロエのピラミッド上空写真

かつてこのスーダンのナイル川流域北部はヌビアと呼ばれ、北に栄えた古代エジプトの影響を強く受けた地域である。古代エジプトの諸王朝は、勢力が強まるとナイル川沿いに南下して金や象牙の交易拠点を作り支配領域を広げ、国力が衰退すると撤退することを繰り返した。そうした中、紀元前2200年ごろに、南部から移動してきた黒人の集団がこの地域にクシュ王国と呼ばれるはじめての王国を建国した。この王国は中王国時代のエジプトの影響を受けながら勢力を拡大していった。その後、エジプトが新王国時代に入るとトトメス1世がクシュを滅亡させた。
紀元前900年ごろ、ナパタを都としてクシュは再興し、やがて衰退したエジプトに攻め入ってエジプト第25王朝を建国した。第25王朝はアッシリアに敗れヌビアへと撤退したが、ヌビアの支配権は保持し続けた。紀元前6世紀半ばにクシュは首都をさらに南のメロエへと遷都し、以後この王国はメロエ王国の名で知られることとなった。メロエは牧畜とソルガムの農耕を主産業とし、さらに鉄の産地としても知られた。

### キリスト教化
4世紀ごろ、メロエはエチオピア高原のアクスム王国によって滅ぼされ、その故地は北からノバティア王国、マクリア王国、アルワ王国の三王国に分かれた。三国ともに5世紀ごろにキリスト教を受容し、以後1000年近くキリスト教を信仰し続けた。

### イスラム化
イスラム教勢力によって吞み込まれ、1505年にはイスラム教のフンジ・スルターン国が建国されてキリスト教勢力は消滅した。1596年には西のダルフールにおいてもイスラム教のダルフール・スルターン国が建国され、この地方は完全にイスラム化された。

### ムハンマド・アリー朝
1821年、エジプトのムハンマド・アリー朝のイスマーイール・パシャにより後のスーダン北部が征服された。エジプトは次第に南部に支配を広げた。
1840年、エジプト・エヤレトそのものがロンドン条約によってイギリスの保護国となった
en:Khedivate of Egypt（1867年–1914年）。1874年、ダルフール・スルターン国を併合。

### マフディー国家

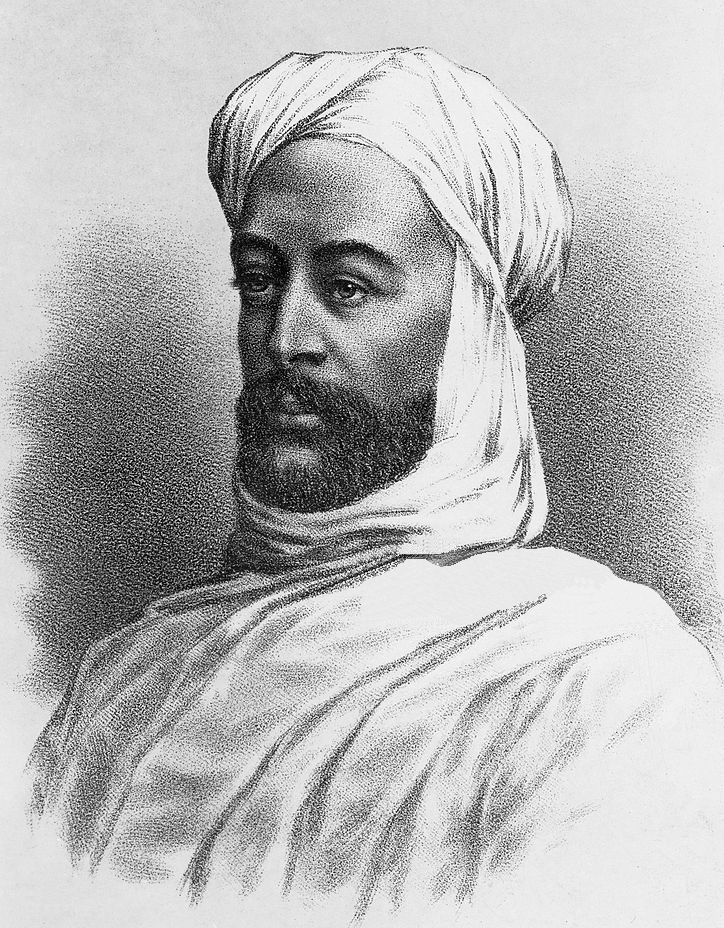
マフディーの乱指導者ムハンマド・アフマド

1883年にムハンマド・アフマドをマフディー指導者とするマフディーの乱が起こり、1885年には、エジプト/イギリス軍（英挨軍）のチャールズ・ゴードンをハルツームで戦死させ、マフディー国家が建設された。
1898年イギリスのホレイショ・キッチナー率いる英埃軍がオムダーマンの戦い（オムドゥルマンの戦い）などでマフディー国家を制圧した。しかし、この十余年のマフディ国家の支配下で進出していたフランスのマルシャン部隊とイギリス軍がファショダ（現在のコドク） で衝突し、ファショダ事件が発生した。この事件はアフリカ分割の過程で、イギリスの南下政策とフランスの東進政策が背景にあったが、本国政府同士で話し合い、スーダンとモロッコの利権を交換することで解決をみた。

### 英埃領スーダン
1899年から再びエジプトとイギリスの両国による共同統治下（英埃領スーダン）に置かれた。
1924年以降、北部を中心に独立運動が続けられた為、1924年以降は南北を分断して統治する手法 （Britain's Southern Policy）を採用し、マラリアなどの予防の名目で8度以北の者が南、10度以南の者が北に行くことはどちらも違法とされたことも分裂の元となった。
1942年の第二次世界大戦中には、米軍がワディ・セイドナ空軍基地を設置した（戦後はスーダン空軍に譲渡）。
1945年、en:Ismail al-Azhariらを中心にウンマ党を結成。独立運動を主導した。
1954年自治政府が発足。

### 第一次内戦

#### 反イスラム蜂起
独立運動の主体及び自治政府が北部のイスラム教徒中心だったため、1955年に第一次スーダン内戦（南北内戦）が勃発し北部の「アラブ系」イスラム教徒と南部の主に黒人の「非アラブ系 - アニャニャ」（主にアニミズム、一部キリスト教徒）が戦った。

#### 独立・第一次ウンマ党政権

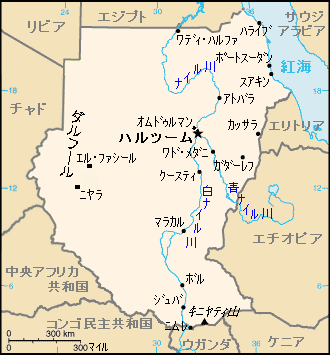
1956年の独立から2011年の南スーダン分離までのスーダン

1956年1月1日にスーダン共和国（英: Republic of Sudan、1956年 - 1969年）として独立した。

#### クーデター・アブード政権
1958年11月イブラヒーム・アッブード将軍がクーデタを起こし、アブード政権（1958年 - 1964年）が誕生した。
1960年ごろ、エジプトのムスリム同胞団の支援を受けてハサン・トラービーがイスラム憲章戦線（ICF）を結成した。

#### 第二次ウンマ党政権
1964年のアッブード政権崩壊後、1965年4月にウンマ党と国民統一党との連立政権が誕生。

#### クーデター・ヌメイリ政権

モハメド・アン＝ヌメイリ政権以前の国旗

モハメド・アン＝ヌメイリ政権以前の国章

1970年から1985年までの国章

1969年5月、陸軍のクーデターでジャーファル・ヌメイリを議長とする革命評議会が全権を掌握、国名をスーダン民主共和国に改め、1971年にヌメイリが大統領に就任した。1971年7月には、左派将校によるクーデターが発生してヌメイリ議長が一時追放されたが、同月中に反クーデターが発生して政権へ復帰した。第一次スーダン内戦は1972年のアディスアベバ合意まで続いた。
1975年にシェブロンにより油田がアビエイで発見されると、ジャーファル・ヌメイリは南北境界のヘグリグ油田地帯を北部に組入れるために地域区分の組替えを始めた。
1978年、アニャニャIIが結成された。

### 第二次内戦
1983年始め、南部に「新スーダン」建設を掲げる非アラブ系黒人有力民族のディンカ人が主体の反政府組織スーダン人民解放軍（SPLA）が、ソ連とエチオピアの支援を受けたジョン・ガランの指導下に組織され、アニャニャIIと反政府組織の主導権を争うようになった。ヌメイリ政権は1983年9月にイスラム法を導入したため、これに反発するSPLAがゲリラ闘争を拡大、第二次スーダン内戦に突入した。1984年からは旱魃（）とエチオピアからの難民流入で経済困難に陥った。

#### クーデター・第三次ウンマ党政権（サディク・アル＝マフディ政権）
1985年4月6日にアブドッラフマーン・スワール・アッ＝ダハブ率いる軍部によるクーデターでヌメイリ大統領は失脚し、エジプトに亡命した。12月に国名はスーダン共和国に戻され、翌1986年4月、議会選で、ムハンマド・アフマドの曾孫にあたるサーディク・アル＝マフディーを首相とする文民政権が成立した。

#### クーデター・バシール政権
1989年6月30日、オマル・アル＝バシール准将がイスラム主義組織の民族イスラム戦線（NIF）と連携して無血クーデターを成功させた。バシールは、「革命委員会」を設置して非常事態を宣言し、自ら元首、首相、革命委員会議長、国防相に就任し、NIFの主張に沿ったイスラーム化を推進した。
1991年に隣国エチオピアに「アフリカ最大の人権抑圧者」と呼ばれるメレス・ゼナウィ新大統領が就任し、SPLAは後ろ盾を失い3分裂した。
最高機関だった革命委員会は1993年10月、民政移管に向け解散し、同委員会の権限は内閣に委譲されたが、バシールが首相を兼任したまま大統領に就任した。1994年にコルドファン州が、北コルドファン州、南コルドファン州、西コルドファン州の3州に分割された。同年、SPLAの新たな後ろ盾となっていたウガンダを非難すると、2月6日にはヨウェリ・ムセベニ大統領から神の抵抗軍へ最後通牒が伝えられたが、その2週間後に神の抵抗軍は南スーダンへの越境を開始した (en:Lord's Resistance Army insurgency (1994–2002))。
1996年3月の議会選では欧米諸国との関係改善を図るバシール大統領派が圧勝し、バシール政権が存続した。1997年に第一次コンゴ戦争が終結すると、ウガンダへの姿勢も軟化させた。
1998年5月、政党結成の自由などを含む新憲法の可否を問う国民投票を実施し、96.7 %が賛成により成立、1989年以来禁止されていた政党活動が解禁となった（政党登録開始は1999年1月）。しかし、バシール大統領は大統領の権限縮小を狙う国民議会のハサン・トラービー議長との確執から、1999年12月に非常事態を宣言し国民議会を解散、内閣も総辞職し、2000年1月に親トラービー派を排除した新内閣が発足、トラービーはバシール政権の与党「国民会議」（NC、NIFを母胎とするイスラム主義政党）の書記長を解任された。
トラービーは新党「人民国民会議（PNC）」を結成し対抗したが、12月の議会選、大統領選では野党はボイコットし、バシール大統領とバシール派政党が勝利した。2001年2月、PNCと南部のスーダン人民解放運動（SPLA）がスイスのジュネーヴで第二次内戦終結や民主化に向け協力するとの覚書に調印したため、政府はトラービーらを逮捕して対抗した。

#### バシール政権（第4次ウンマ党連立政権）
バシール大統領は2002年8月19日、小規模な内閣改造を実施し、イスラム主義中道派のウンマ党（UP）の分派メンバーを閣僚に登用した。さらに11月30日には中道リベラル政党「民主統一党」（DUP）の分派メンバーも入閣させるなど、野党勢力の取り込みを図ることで、SPLAとの和平交渉と併せて柔軟姿勢を示した。2005年1月9日には、バシールとSPLMとの間で包括和平（CPA）、半年後の暫定政府発足について合意に達した。

### ダルフール紛争
西部のダルフール地方3州でも2003年以降、アラブ系と非アラブ系の定住民フール人や遊牧民ザガワ人などとの対立が激化し、ダルフール紛争が勃発した。双方が武装勢力を組織したが、特に政府の支援を受けたアラブ系の民兵組織ジャンジャウィードの勢力が強く、民族浄化が行なわれたとして非難の対象となった。また、多くの難民がチャドに流れ込み、ザガワ人のイドリス・デビ大統領が実権を握るチャドとの関係も極度に悪化した。2004年アフリカ連合（AU）が監視要員の派遣を決定した。

### バシール政権（SPLA連立政権）
2005年7月9日、バシールを大統領、SPLAのジョン・ガラン最高司令官を第一副大統領とする暫定政府が発足した。暫定政府が6年間の統治を行なったうえで南部で住民投票を実施し、北部のイスラム教徒系政権と南部政府の連邦を形成するか、南部が独立するかを決めることになった。

中央・北部諸州（アラブ系が多数派）
ダルフール
東部地区（ベジャ人が優勢）
アビエイ（南北の係争地）
南コルドファンと青ナイル州（南北の係争地）

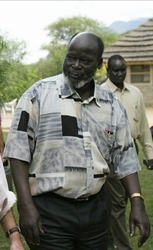
ジョン・ガラン元スーダン人民解放軍（SPLA）最高司令官

7月30日、副大統領となったばかりのガランが、ウガンダ訪問からの帰途に事故死。ヘリコプターが悪天候のため墜落したとされる。これを聞いた南部住民数千人がアラブ系住民を襲撃するなどの事件が発生。また、SPLAを束ねてきたガランの死は、SPLA内部の権力争いにつながる可能性を帯びている。さらに、SPLAは南部側の政府代表といってもそのうちの旧主流派はディンカ人中心だった。南部のヌアー族が政権の支援を受け、SPLAへの攻撃を開始するとの憶測も流れた。
ウガンダとコンゴ民主共和国軍による神の抵抗軍掃討作戦ガランバ攻勢（2008年12月14日 - 2009年3月15日）に南スーダン自治政府が協力する部隊を派遣した。2009年3月4日、ダルフールでの戦犯容疑（人道に対する罪などの容疑）でバシール大統領が国際刑事裁判所（ICC）から逮捕状を出されている。同大統領は、逮捕状発行後、エリトリアとエジプトを訪問している。2009年3月26日、バシール大統領はリビアを訪問し、アフリカ連合（AU）の議長でもあるカダフィ大佐と会談した。リビアが3国目。
2010年7月11日、国際連合とAUの合同ダルフール派遣団は、同地方での武力紛争により、6月の死者は221人に達したことを明らかにした。2010年7月12日、国際刑事裁判所 （ICC）は、バシール大統領にジェノサイド（大量殺害）犯罪容疑で2回目の逮捕状を発行した。7月15日、スーダンの2005年包括和平合意（CPA）の北部のスーダン国民会議（NC）と南部のSPLAは、南北境界画定合同委員会を補佐する小委員会の設置で合意したことを明らかにした。この南北境界画定合同委員会は3年前に発足した。7月21日、バシール大統領はサヘル（サハラ南縁）諸国首脳会議のためチャドを訪れた。同大統領がICC 締結国を訪問するのは初めてである。

### アビエイ問題
南北和平協定における協定事項の一つであるアビエイの境界を巡り、北部側が提案を拒絶しディンカ系住民を攻撃し2007年末より戦闘が激化し、2008年には正規軍同士が衝突するに至った。その後、調停により帰属未決定のアビエイ地域を除くアビエイ地区はスーダン側の支配下となったが、アビエイ地域以外のアビエイ地区に含まれていたヘグリグ油田は、南スーダンに帰属すると主張し、2012年3月に南スーダン軍が同油田に侵攻。南北スーダン国境紛争が発生した。

### 南スーダンの独立
2011年1月9日、南部の自治政府による独立の是非を問う住民投票が行われ、南スーダン独立票が過半数に達した。この投票のために国連はスーダン派遣団を送り、住民投票監視団の一員として元アメリカ合衆国大統領ジミー・カーターがスーダン入りしている。
2011年7月9日に南スーダンは独立したが、南スーダンには石油など豊富な地下資源が眠っており、その境界の資源の帰属を巡って現スーダン政権との間に新たな混乱が生じる可能性もある。
2011年11月10日、スーダン軍は、南スーダン北部ユニティ州イダや上ナイル州の難民キャンプを爆撃した。また、同軍は南コルドファン州と青ナイル州でスーダン人民解放運動・北部（SPLM・N）民兵の掃討作戦を進めている。
2012年には国境の油田を巡って武力衝突が発生している。

### バシール政権の崩壊と暫定政権の成立
2018年末よりパンの値上げをきっかけとして反政府運動が全土で発生し、2019年4月11日に国防軍がバシールを大統領から解任し身柄を拘束。ここに30年にも及ぶバシール独裁政権は終焉を迎えた（2019年スーダンクーデター）。政権は軍による暫定軍事評議会が掌握し、これに対し民主化勢力「自由・変革同盟」は民選による政権樹立を要求。双方による協議は幾度となく中断したものの、8月17日、両者は3年3か月間の暫定政権で共同統治を行い、そのトップはまず軍人が1年9か月務め、その後に文民が1年6か月務めることとし、2022年に選挙を実施することで最終合意し、暫定憲法に調印した。8月21日に新たな統治機構である最高評議会が発足し、11人のメンバーが宣誓したほか、経済学者のアブダッラー・ハムドゥークが首相への就任宣誓を行い、新政権が発足した。アフリカ連合（AU）は軍部とデモ隊の衝突が発生したことを機に加盟国としての資格を停止したが、暫定政権樹立を受け、9月6日に停止処分を解除した。
2021年10月25日、暫定政権のハムドゥーク首相が軍に拘束され、統治評議会のブルハン議長が同評議会と暫定政権の解散を宣言。全土への非常事態発令を表明した(2021年10月スーダンクーデター)。11月21日、ブルハン将軍が、自宅に軟禁されていたハムドゥーク首相の復職に同意した。

### 2023年の内戦
スーダン軍は民政移管に向けた枠組みについて2022年に民主派勢力と合意したが、アラブ系民兵組織ジャンジャウィードを前身とする準軍事組織RSF（即応支援部隊）と組織統合を巡って対立し、2023年4月15日から首都ハルツームなど国内各地で戦闘に突入した。RSFは同年8月ごろにはハルツームの大部分を制圧し、スーダン政府はポートスーダンに逃れた。
戦闘により多数の難民が発生。難民キャンプでは、同年9月までの5ヶ月間で5歳未満の子供約1500人がはしかなどで死亡した。
2025年1月より政府軍は大規模な反攻を行い、ハルツームの北にあるアル・ハルツーム・バフリまで進軍し、1月27日にRSFに包囲されていた陸軍司令部を解放した。2月8日にはスーダン軍がアル・ハルツーム・バフリ全域の制圧を発表した。ハルツーム奪還が現実的になったことで、2月9日にブルハーンはハルツーム奪還後に軍主体の暫定政府を樹立すると述べ、3月26日には政府軍がハルツーム奪還を宣言した。
一方、RSFとスーダン人民解放運動-北（アル・ヒル）は2025年2月23日に実効支配地域を統治する平和統一政府の憲章に署名、同年4月15日にはRSF指導者のモハメド・ハムダン・ダガロが平和統一政府を樹立すると宣言。15人から成る大統領評議会を設置し、独自の通貨発行や行政サービス提供を行うと発表した。これによりスーダンは国内が分裂状態に陥る危険性が高まった。

## 政治

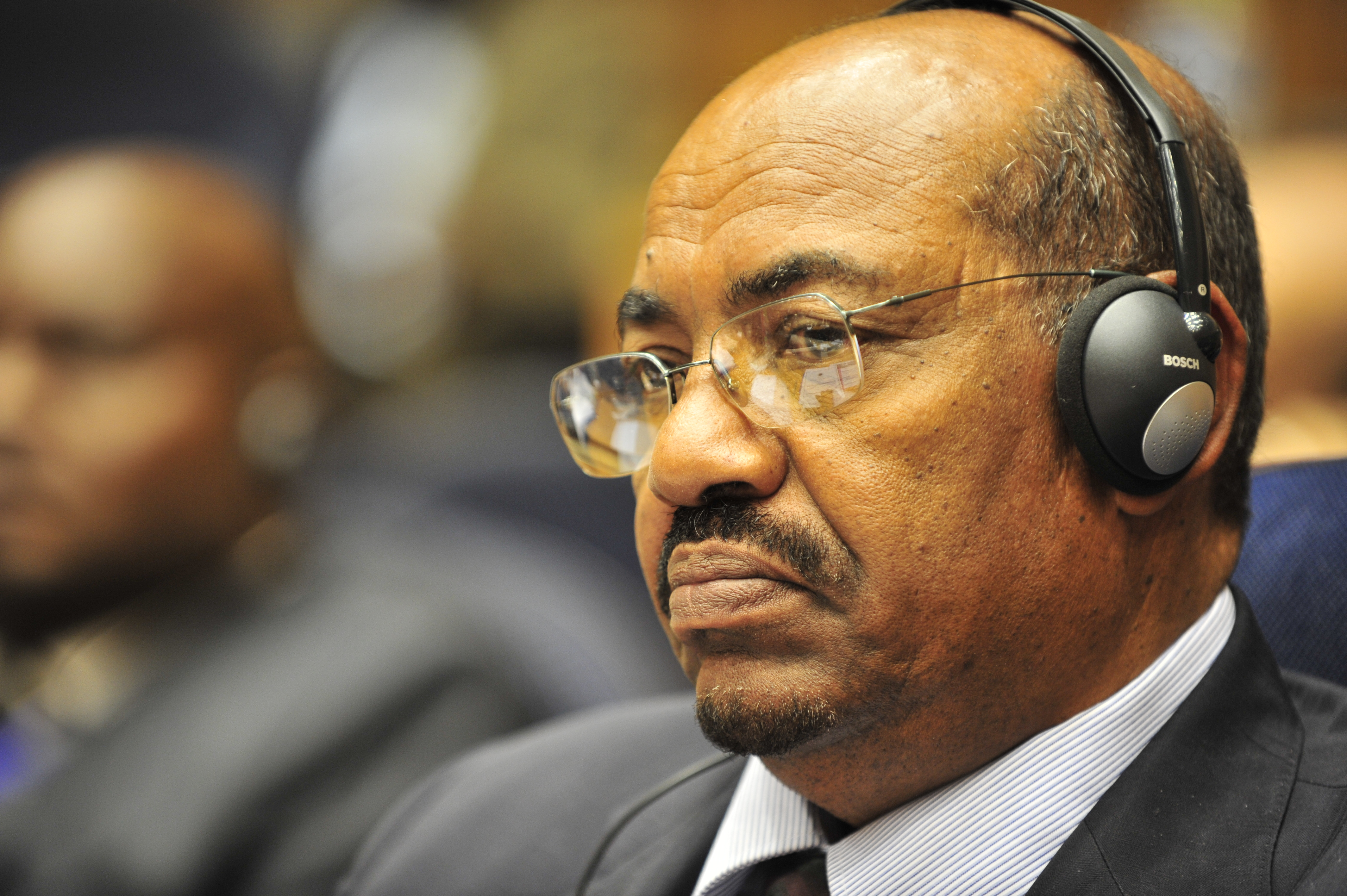
第8代大統領オマル・アル＝バシール

2019年4月11日に軍部によりクーデターが実行され、憲法を停止し暫定軍事政権が実権を握ったため、議会は機能を停止している。同年8月21日よりアブダッラー・ハムドゥークが首相となり組閣。軍と民主化勢力による3年3ヶ月の暫定共同統治を行っており、2022年の選挙実施を目指していたが、2024年時点でまだ行われていない。
クーデター前の議会は一院制の国民議会（360議席）で、全議席の60 %を小選挙区制、15 %を比例代表制で選出する。残り25 %は女性議員枠である。
- 政党
  - 国民会議 (スーダン)（NC）
  - 人民国民会議（PNC）
  - ウンマ党（UP）
  - 民主統一党（DUP）
  - スーダン民族党 (SNP)
  - スーダン共産党（英語版）（SCP）
  - スーダンバアス党（英語版）

バシール政権下では自身が結成した国民会議が与党であった。20年以上も軍事独裁政権が続いたが、2010年4月11日に24年ぶりの複数政党制選挙が行なわれた。しかし、大統領選挙では政権側の不正を理由に、最大野党のスーダン人民解放運動（SPLM）が大統領選挙を、一部野党が各種選挙をボイコットしたため、バシールが得票率68.24 %で再選を果たした。
行政府の長たる首相職は1989年を最後に廃止されたが、2016年に議会が復活を決議。2017年3月1日にバシール大統領が側近のバクリー・ハサン・サーレハ第1副大統領を首相に指名し、翌2日に就任宣誓を行った。2019年4月のクーデターにより首相職が空席となったが、同年8月に発足した暫定政権では再び首相が就任している。
一方で法の改正も進められており、中東地域やアフリカ各国で現在も続けられている因習を違法化する法律改正が承認されている。2020年7月10日、同国の軍民共同の統治評議会により、因習として続けられている女性器の切除（女子割礼）を違法化するとの承認が報道された。

## 国際関係
バシール政権は、湾岸戦争時にはイラクのサッダーム・フセインを支持してオサマ・ビンラディンの国際テロ組織アルカイダも支援したとされたことで、1993年にはアメリカ合衆国にテロ支援国家の指定を受け、以後、2020年12月に指定が解除されるまで経済制裁が続いた。この間、一時改善の兆しがあったものの、2003年のダルフール紛争勃発後はさらに欧米諸国と対立した。このため、バシール政権はヌメイリ政権時代から友好的でスーダンの豊富な資源を求めている中華人民共和国との関係を深めて中国企業はスーダンの産油企業2つの最大株主となっており、国際連合アフリカ連合ダルフール派遣団で中国からの国連平和維持部隊も受け入れ、中国の援助で自らの大統領府も建設するなど、経済・軍事両面で両国は密接な関係を持っている。
またロシア連邦もプーチン大統領が、2017年11月に訪露したバシール大統領と会談するなど、スーダンとの関係を重視している。
2016年1月2日にサウジアラビアがイスラム教シーア派の有力指導者を処刑したことで、サウジアラビアとイランの関係は急速に悪化。イランの首都テヘランにあるサウジアラビア大使館が襲撃されたことをきっかけに、サウジアラビアはイランとの国交を断絶した。スーダンもこれに続いて、イランとの国交断絶を表明した。
2017年12月、トルコのエルドアン大統領がスーダンを訪問し、かつてオスマン帝国の影響下にあった紅海沿岸のスワーキン島をトルコが開発する計画を発表。トルコと対立するサウジアラビアやエジプトが反発している。
2020年、隣国のエチオピア北部ティグレ州でエチオピア政府軍とティグレ人民解放戦線の間でティグレ紛争が始まると、2万人を超す難民がガダーレフ州やカッサラ州に流入、難民キャンプが設営された。スーダンは、1980年代にエチオピアで発生した飢饉の際にも難民キャンプの設営を許容している。
2025年6月9日、アメリカ合衆国は安全上の理由からスーダン国民に渡航制限を課し、僅かな例外を除きアメリカへの入国ができなくなった。

### 日本との関係
在留日本人数 - 7名（2024年10月時点）
在日スーダン人数 - 345名（2023年12月時点）

### 領土問題
スーダンは、北のエジプト、南の南スーダンとの間に領土問題を抱えている。
対エジプトではエジプトが領有権を主張して実効支配しているハラーイブ・トライアングルとワジハルファ突出部について、スーダンは領有権を主張している。
対南スーダンでは、将来的に住民投票によってスーダン領になるか南スーダン領となるかを決定することになっているアビエイ地域と、南スーダンが領有権を主張しているカフィア・キンギ地域について、スーダンが実効支配している。
なお、エジプトとの間にあるビル・タウィール地域は、スーダンもエジプトも、またその他の国のいずれもが領有権を主張しておらず、世界的にも珍しい無主地となっている。

## 軍事
イギリスとソビエト連邦、中国の軍事顧問団が政変の度に入れ替わりつつ指導し、育成が続けられてきた。スーダン内戦を通じての対ゲリラ戦経験や第四次中東戦争への部隊派遣による参戦の実績はあるが、他国との本格的な交戦実績はない。そのため国防というよりは国内の治安維持や内戦に従事する軍となっており、2000年代になってからは石油輸出で得られた外貨を武器購入に充て、紛争を行っていることから国際的な非難を浴びている。
なお、スーダンでは徴兵制が導入されている。(18歳〜30歳 2年間)

### 陸軍
主に中国製の武器が使用された。
戦車は中国から96式戦車が輸出されている。ソ連と対立し始めたヌメイリ政権時代の1972年から購入された62式軽戦車70輌、59式戦車50輌なども保有している。また、85-IIM式戦車のライセンス生産版である「アル・バシール」を開発している。
自動小銃も、中国から81式自動小銃、56式自動小銃が輸出され、ライセンス生産も行われている。また、M16のコピー品であるノリンコ社のCQ 311を「テラブ」という名前でライセンス生産している。
また、多連装ロケット砲「WS2」の輸出が行われた模様である。
これら中国から輸出された武器により、ダルフールでの虐殺が行われており、スーダンならびに中国は国際的な非難を浴びている。

### 空軍

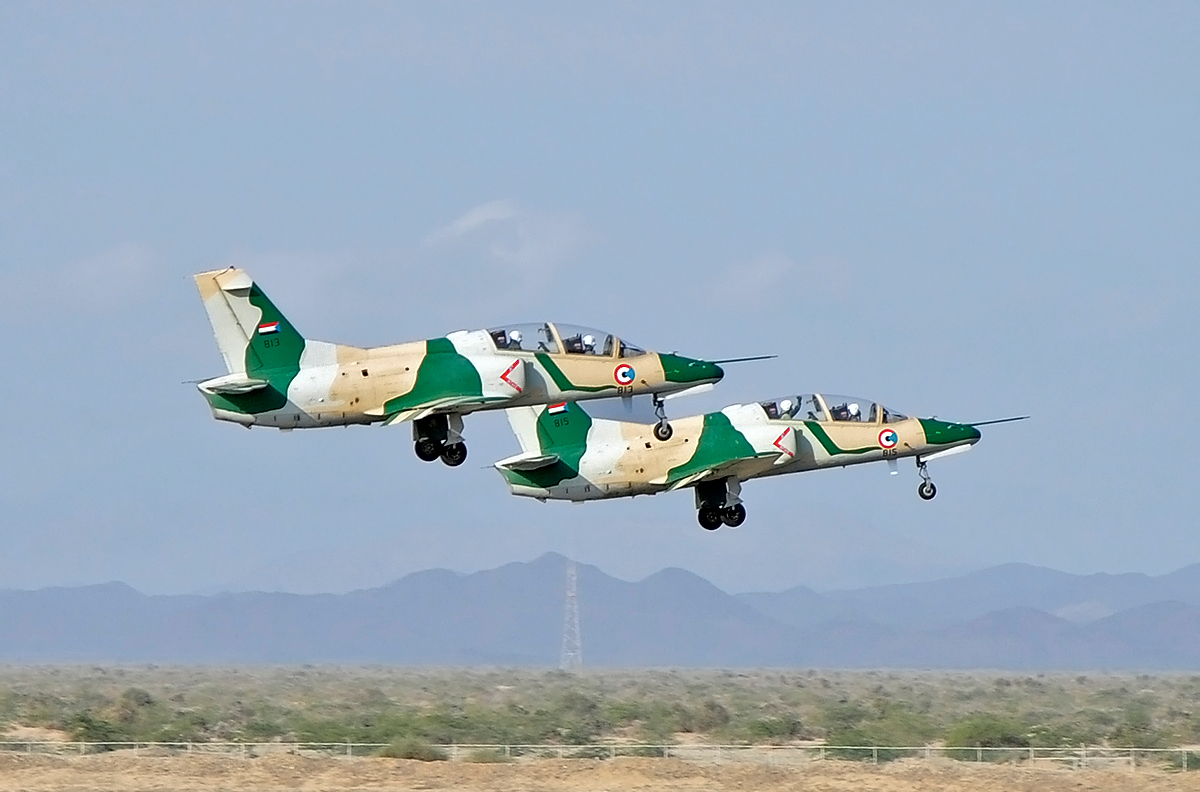
スーダン空軍のJL-8練習機

保有機数や運用実態の詳細は不明であるが、スーダン空軍では固定翼機はMiG-21（主として中国生産型のJ-7）及びMiG-29を、回転翼機はMi-24/35やMi-8/17などを保有している。
MiG-29については、ダルフール紛争に関する国際的な批判にも拘らず、2003年から2004年にかけてロシアより最新派生型の一つMiG-29ESh戦闘機10機とMiG-29UB練習機2機が輸出され、国際的な注目を集めた。ロシアは、MiG-29のこの派生型は対地攻撃には使用できない仕様であり紛争には関係しないと説明していたが、一方で対地攻撃ヘリコプターMi-35の新型を引渡している。
空軍機材の主となっているのはこのような旧ソ連製や中国製の機材であるが、その他に補助的ながら西側諸国製の機材も運用している。

## 地理

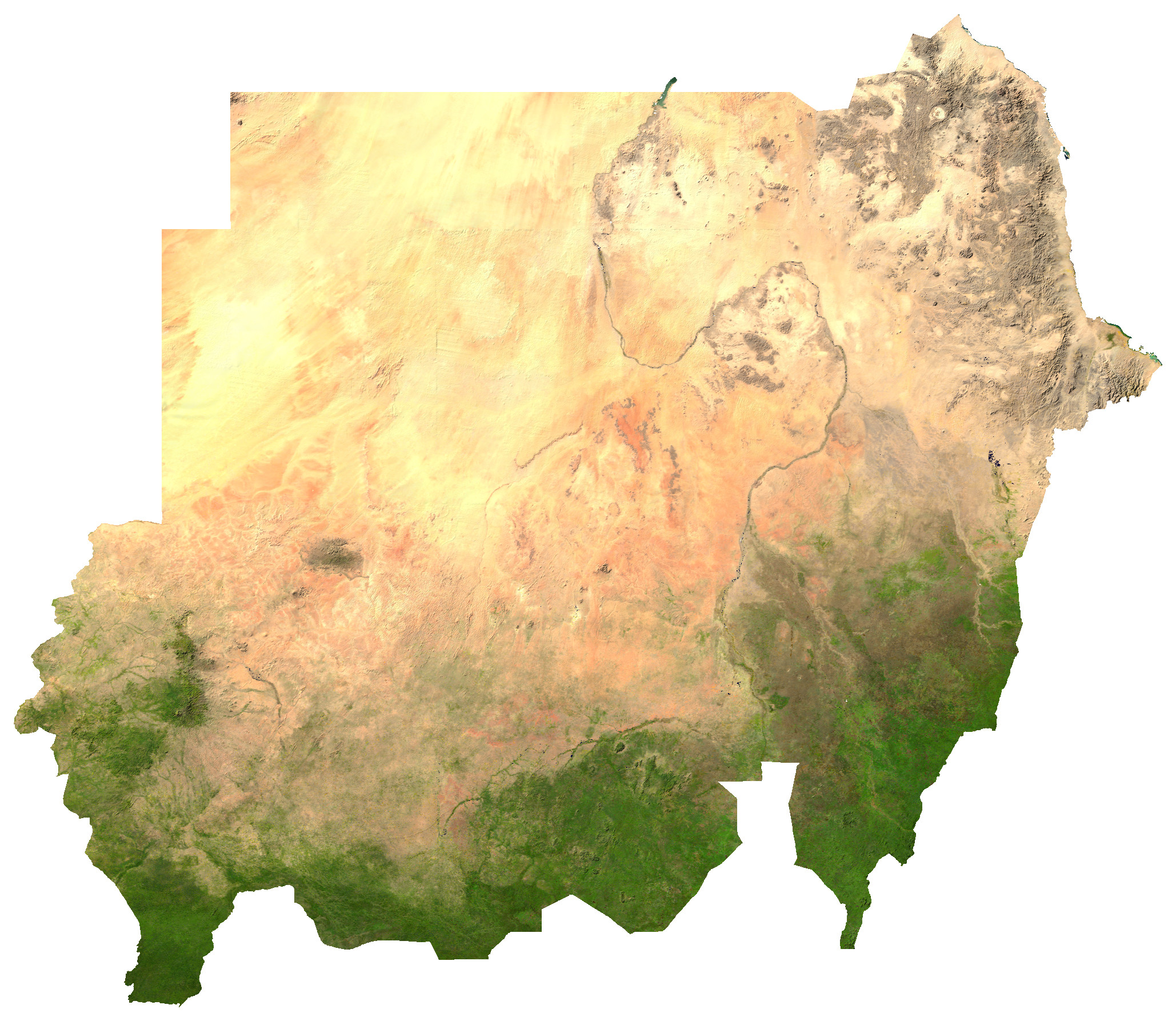
スーダンの衛星写真。北部の乾燥にくらべ、南部はやや湿潤であることがはっきりわかる

国土の大部分は広大な平原で、ほぼ中央をナイル川とその支流が縦貫する。北部はヌビア砂漠、南部はステップ気候であり、サヘル地帯が広がっている。
北部は乾燥した砂漠気候であり年間降水量は100ミリメートル以下である。わずかにナイル川や紅海沿岸に少数の人々が住むに過ぎない。紅海沿岸は起伏が多く、平野はあまり発達していないが、湾入も少なく良港はほとんどない。
中部は乾季には乾燥するが、雨季にはまとまった降水量があり、特に白ナイル川以東のゲジラ地区などは肥沃な農業地帯となっている。南部のコルドファンや西部のダルフールでも事情は同じで、雨季には農耕も行われ、さらに雨を受けて広大な草原となった土地を牧草地として、牧畜が盛んである。
西部のダルフール地域にあるマッラ山地や中央部のヌバ山地など、いくつかの山地が孤立して存在している。最高地点はマッラ山地のデリバ・カルデラ（標高3042メートル）。南にいくに従って雨量が増え、ステップ気候となっていく。
なお、北部の砂漠と紅海沿岸は一年中、日中の気温が40℃を超す炎熱の地である。

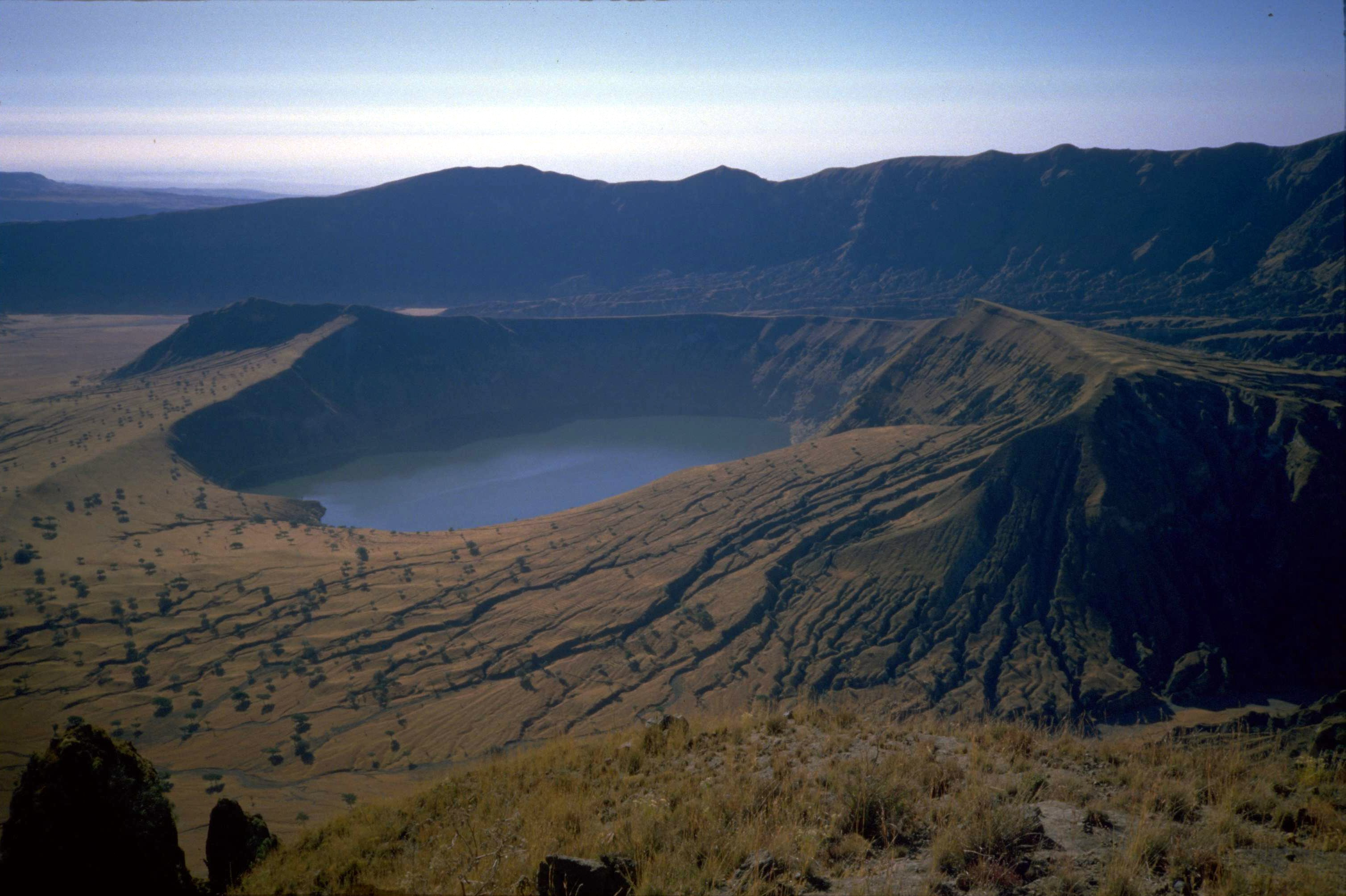
デリバ・カルデラ

### 水系
水系は、ほぼ全てがナイル川へと流入する。中央を縦貫する白ナイル川を基軸としている。ナイル川の流量は南スーダン最北部のスッドにて激減しているが、これが増大するのは、青ナイル川を合わせる首都ハルツーム以北である。
青ナイルは乾季には雨量が減少するものの、雨季にはエチオピア高原に降った大量の雨を運んでくるため流量が極度に増大し、かつては下流のエジプトで定期的に洪水を引き起こしていた。
その後、北のアトバラで、やはりエチオピア高原から流れてきたアトバラ川を合わせた後、エジプト領内へと流れ下っていく。

## 地方行政区分

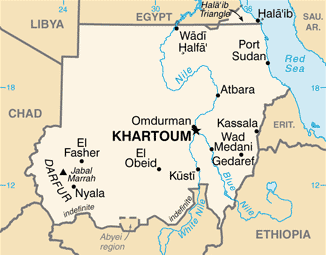
スーダンの地図（英語）

18の州がある。（）内は主要都市。
- ハルツーム
  - ハルツーム州（ハルツーム）
- カッサラ
  - カッサラ州（カッサラ）
  - 紅海州（ポートスーダン）
  - ガダーレフ州（ガダーレフ）
- 青ナイル
  - 青ナイル
    - 青ナイル州（ダマジン）
    - センナール州（センナール）

  - ジャジーラ州（ワドメダニ）
  - 白ナイル州（ラバク）
- 北部
  - 北部州（ドンゴラ）
  - ナイル川州（ダーマル）
- コルドファン
  - 北コルドファン州（オベイド）
  - 南コルドファン州（カードゥクリー）
  - 西コルドファン州（フラーフ）
- ダルフール
  - 北ダルフール州（エル＝ファーシル）
  - 南ダルフール州（ニヤラ）
  - 西ダルフール州（ジュナイナ）
  - 中部ダルフール州（ザリンゲイ）
  - 東ダルフール州（ダイーン）

### 主要都市
主要都市は、首都ハルツームの他、オムドゥルマン、アル・ハルツーム・バフリ、ポートスーダンがある。ハルツーム、オムドゥルマン、アル・ハルツーム・バフリはナイル川を挟んで隣接しており、三つ子都市とも呼ばれ、スーダン最大の都市圏を形成している。

## 経済

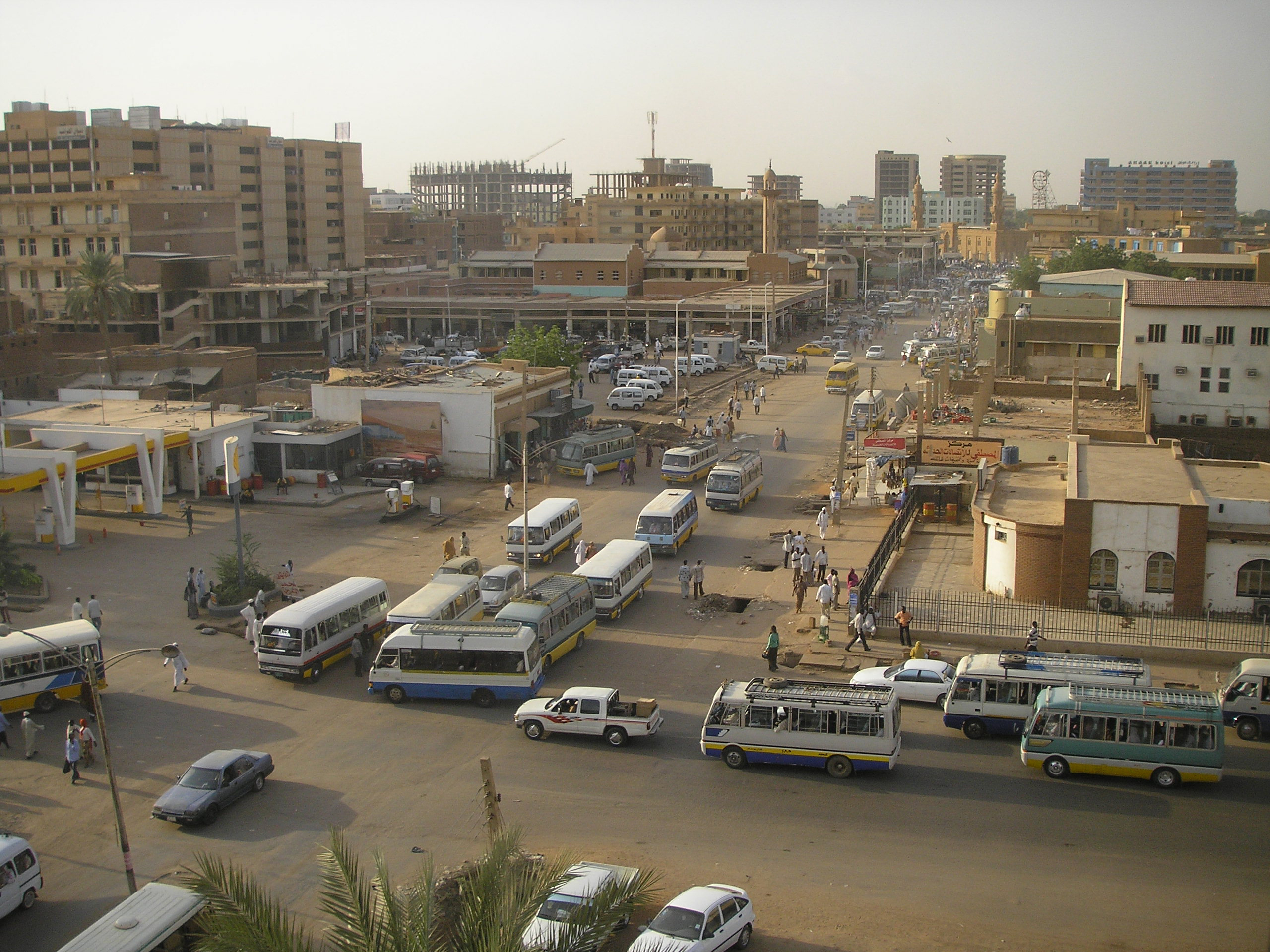
首都ハルツーム

国際通貨基金（IMF）の推計によると、2013年のスーダンの国内総生産（GDP）は667億ドルであり、アフリカ全体では7位に位置する。一方、一人当たりのGDPは1941ドルと、世界平均の20 %を下回る水準にある。1990年代までは、長引く内戦や経済制裁などで、経済は完全に破綻状態であり、2019年現在スーダンは平和基金会が発表している「世界失敗国家ランキング」8位の国である。
他方で、石油資源ではMelut Basin（Adar/Yale油田）やMuglad Basin（ヘグリグ〈Heglig〉油田、ユニティ〈Unity〉油田、Abu Gabra油田）やBlue Nile Riftが大きく世界の注目を浴び、アメリカの経済制裁が加えられた期間に石油メジャーの間隙を突く形で、1990年代後半から中国政府のバックアップを受けた中国系企業が進出した。数万人規模の中国人労働者がスーダンに派遣され、石油プラント、石油パイプライン（Greater Nile Oil Pipeline, PetroDar Pipeline）が建設された。
Greater Nile Oil Pipelineは全長1600キロメートルで、ユニティ油田 - ヘグリグ油田 - ハルツーム (Khartoum Crude Oil refinery) - ポートスーダン（紅海に面する港）を繋いでいる。Muglad Basinから産出する石油は “Nile Blend” と呼ばれている。後に、Thar Jath油田からヘグリグまで172キロメートルパイプラインが延伸された。
PetroDar Pipelineは全長1380キロメートルで、Palogue油田 - Adar/Yale油田 - Fula油田 - ポートスーダン（紅海に面する港、Port Sudan Crude Oil Refinery）を繋いでいる。Melud Basinから産出する石油は “Dar Blend” と呼ばれている。これら油田の大部分と南北合計の原油確認埋蔵量の約80 %が南スーダンに帰属するため、政府は南スーダンに対し高額の原油通過量を要求し、独立後の火種となっている。
同様にレアメタルの埋蔵量も注目を集めている。そのほか、メロウェダムに象徴される大規模な水力発電所及びダム、鉄道（老朽化したポートスーダンからハルツーム間）の建設も中国系企業が受注するなど、極めて濃厚な協力の下、徐々に経済が立ち直る兆しが見られる。以上の理由から、特に東部では経済が急成長しており、首都ハルツームでは総工費40億円を掛けて63塔もの高層ビルの建築が進行中である。しかし、石油資源などが豊富な地域は南部スーダン地域であり、スーダンの支援国である中国は南スーダンにも国連平和維持部隊を派兵して油田権益を確保している。

### 農業
東部に限れば、「アフリカのパン篭」とも言われる肥沃なナイル川周辺の農地を使っての小麦、トウモロコシの栽培が盛んである。とくに、ハルツームより南の白ナイル川と青ナイル川に挟まれた三角地帯では、1925年にイギリスの植民地政府によってゲジラ計画がおこなわれ、大規模灌漑によって小麦や綿花の大穀倉地帯となった。
1993年の内戦時に大規模な飢饉が、1998年により大規模の飢饉が発生したことから一時期は低迷状態にあったが、最近はトルコやサウジアラビアなどの周辺諸国の企業による農業投資が盛んである。とりわけ湾岸アラブ諸国は、国土の大半が農業に不向きな砂漠のため食料供給地としてのスーダンに着目している。2008年の農業投資契約数は33件で07年度の3倍である。スーダン政府は、投資企業に土地を安く提供、関税免除などの特典で、投資国を引き付けようとしている。

## 交通

スーダンの鉄道網

### 鉄道
国営のスーダン鉄道が運行している。1890年代に建設が開始され、現在の総延長は5311キロメートルにのぼる。国営の全てが狭軌で、うち1067ミリメートルが4595キロメートル、610ミリメートルが716キロメートルある。首都ハルツームから北のワジハルファや北東のポートスーダンへ向かう線路と、南のセンナールを経由して西のダルフールの中心都市ニヤラや南部スーダン北部のワーウへと向かう線路があるが、ワーウへ向かう線路は現在運休しており、他の区間も老朽化が進んでいる。最も重要な路線は首都ハルツームとスーダン唯一の外港であるポートスーダンを結ぶ路線でスーダンの鉄道輸送の3分の2はこの路線であり、中国によって車両は近代化されている。

### 海運
ポートスーダンが主な港湾都市になっている。

## 国民

### 民族

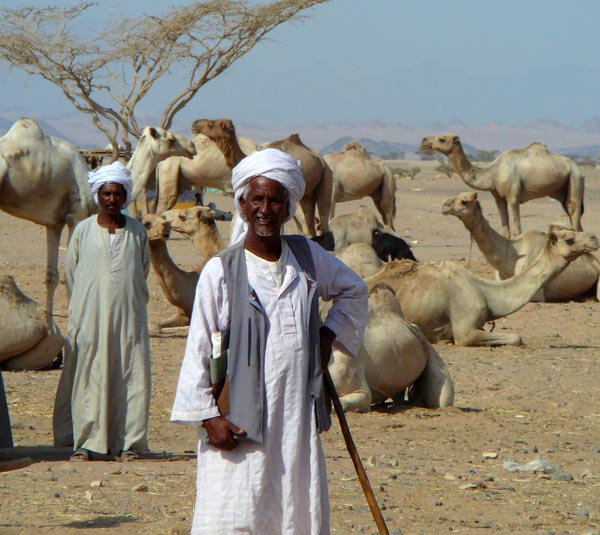
ベジャ人の遊牧民

北部のナイル・サハラ語族ヌビア諸語を話すヌビア人、中部のヌバ山地のニジェール・コンゴ語族コルドファン語派を話すヌバ族や、南部のカドゥ諸語を話す民族など非アラブ黒人が52 %、北部を中心にアラブ化した黒人や黒人との混血を含む「アラブ系」(en:Sudanese Arabs) が総人口の約39 %、東部のアフロ・アジア語族クシ語派ベジャ語を話すベジャ人 (en:Ababda people、Rashaida people) が6 %、外国人が2 %、その他1 %。
ダルフールの北部にザガワ族、中部にフール人、南部にバッガーラ族が居住している。

### 言語
アラビア語（スーダン方言）と英語が公用語。ヌビア語など非アラブ民族語も広く話される。
2005年の現行憲法は公用語について以下のように定めている。
第八条
1. 全てのスーダン固有の言語は国語であり、敬意をもって扱われ、開発され、普及される。
2. アラビア語はスーダンで広く話される国語である。
3. アラビア語は国家レベルで主要な言語であり、英語は国家政府の公用作業言語にして、高等教育における教授言語である。
4. 英語とアラビア語にくわえ、地方議会においては、それ以外の国語が追加の公的作業言語として受け入れられなければならない。
5. 政府と教育のいかなる段階にあっても、英語とアラビア語の使用に差別があってはならない。

### 宗教
| スーダンの宗教 | スーダンの宗教 | スーダンの宗教 | スーダンの宗教 | スーダンの宗教 |
| -------------- | -------------- | -------------- | -------------- | -------------- |
| 宗教           |                |                | パーセント     |                |
| イスラム教     | イスラム教     |                | 70%            | 70%            |
| アニミズム     | アニミズム     |                | 25%            | 25%            |
| キリスト教     | キリスト教     |                | 5%             | 5%             |

スンナ派を中心とするイスラム教が70 %。南部非アラブ人を中心にアニミズムなどの伝統宗教（18 %）とキリスト教（5 %）。北部に20万人程コプト教徒がいる。
キリスト教徒の多い南スーダンの分離独立に伴い、相対的にスーダンにおける非イスラム教徒比率は下がり、現在はスーダンにおけるイスラム教徒比率は、周辺の北アフリカ諸国同様絶対多数派となっている。現在は北部のコプト教徒、コルドファン丘陵地域のいくつかの伝統宗教やキリスト教を信仰する民族グループを除き、国民の大多数がイスラム教徒である。
南スーダンが独立したことで、キリスト教徒への迫害が強まっており、スーダン国内のキリスト教徒は市民権を失った状態にある。

### 教育
教育制度は8・3・4制で構成されており、中等教育が小学校8年、中学校（Secondary School）3年、高等教育は大学4年となっている。
スーダンの義務教育は小学校8年のみであり、加えて日本の高等学校やアメリカのハイスクールに該当する教育機関は存在していない。
大学は約25〜30校が存在しており、代表的なものとしてはゴードン記念大学が挙げられる。
バシール政権成立後、教育のイスラム化が重視され、1991年にはイスラム教育が導入された。これは非イスラム教圏にも適用されたため、国内の非イスラム教徒の反発を招いた。
同国は歴史的背景などの諸事情により経済状況が不安定で未だに解消されていない為、その影響から40 %以上の子供が学校へ充分に通えていない問題点を抱えている。

## 社会

### 対立
大きく分けると、スーダンにイスラームを持ち込んだアラブ化されたエジプト人、彼らと現地先住黒人との混血児、そして彼らに帰順しイスラームのみならずアラビア語を受け入れた先住黒人達、この3者の子孫で構成され、現代口語アラビア語スーダン変種を話す「アラブ人」が北部を中心に勢力を張り、宗教的にはイスラム教を受容しつつもアラビア語は受け入れなかったイスラム系先住民が西部に勢力を張り、そしてイスラームすらも受け入れず先祖伝来のアニミズムを守るか、一部キリスト教に改宗した先住民が南部に勢力を張っている。この3者が現代スーダンの住民対立の大きなグループとして挙げられる。
この中でも「アラブ人」と他の2者との対立が強く、支配者「アラブ」対周辺化された「非アラブ」という対立軸が現代のスーダンの紛争においてしばしば見られる。宗教の対立は近年のスーダンの紛争では、決定的な対立軸ではない。人種的には前述されているように、北部はホワイトアフリカに属するエジプトと隣接しているためにコーカソイド系との混血が進み、南部はニグロイドとコーカソイドの混血は余り起きなかった。なお北部住民のアラブ系住民は南部の住民を「黒人」と呼ぶが、人種的な分類というよりは、アラブ化を受けなかった先住民というニュアンスで用いている。

## 治安
2023年以降（現在）
(1)ハルツーム
SAFとRSFの間で、空爆、ドローン攻撃を含む激しい戦闘が続いている。2025年3月にSAFがハルツーム市の大部分を奪還したが、ハルツーム州南部のジャバラ・アウリアはRSFが支配しており、断続的に戦闘が発生しており、また、SAF支配地域であっても少数のRSFは残存しており、今後も散発的に戦闘が発生する可能性があり、非常に危険な状況となっている。
(2)ダルフール地方
　2023年10月以降、ダルフール地方では各州主要都市でSAFとRSFの間で空爆、ドローン攻撃を含む激しい戦闘が継続している。また、南ダルフール州ニヤラ市ではSAFによる空港やRSF軍事拠点等を標的とした空爆、ドローン攻撃が継続しており、これらの地域では、RSFによる非アラブ系住民の虐殺が発生しており、多くの住民が犠牲または難民となって隣国等への避難を余儀なくされている。
(3)コルドファン地方
　コルドファン地方ではSAFとRSFによる戦闘に加え、SAFとSPLM-Nとの衝突が発生しており、2025年2月には南コルドファン州カドグリ付近でSAFとSPLM-Nによる激しい戦闘が発生した。
(4)紅海州ポートスーダン市
　スーダン東部のポートスーダン市では、情勢の大幅な悪化は見られていなかったものの、2025年5月4日以降、ポートスーダン市において、ポートスーダン空港、フラミンゴ基地、石油関連施設、ダウンタウン地区を含む同市中心街に対してRSFによるドローン攻撃が発生したと報じられており、今後も攻撃が継続し、急速に治安が悪化する恐れがある。
2019〜2022年ごろ
旧政権であるバシール政権が退陣してから同国内の治安状況は一定の落ち着きを見せているものの、暫定政府が当面の課題として掲げている経済政策が現時点では十分な成果を上げていると言いがたく、物資（主に燃料や小麦粉）の不足に加えて物価の高騰はいまだ解消されず終いとなっている侭である。これに対する散発的かつ小規模なデモが発生しているほか、首都ハルツームでは更なる改革を求めるデモも発生しており、負傷者も出る騒動へと発展していた。

## 文化

### 文学
スーダンは北部アフリカにおいて小説家や詩人などの作家を多く輩出している国の一つである。代表的な人物としてハメド・アル＝ナジルやアミール・タージ・アル＝サーが知られている。
また、同国の人権活動家であり教師のマフジョーブ・シャリフは、作家としての一面を持っていた。

### 世界遺産
スーダン国内には、ユネスコの世界遺産リストに登録された文化遺産が2件、自然遺産が1件、暫定リストが9件存在する（2019年の第43回世界遺産委員会終了時点）。

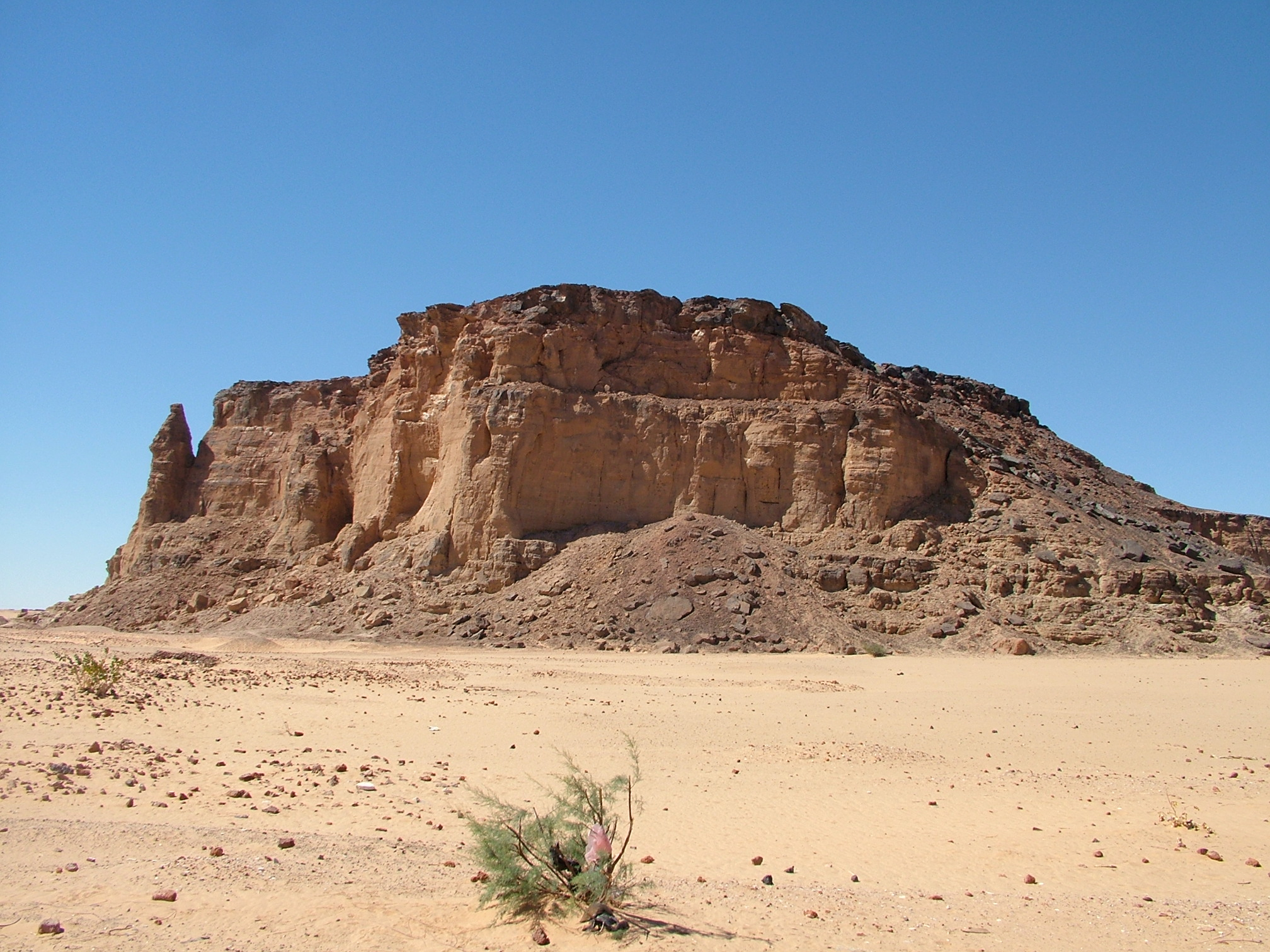
ゲベル・バルカルとナパタ地方の遺跡群 - （2003年、文化遺産）

- メロエ島の考古学遺跡群 - （2011年、文化遺産）
- サンガネーブ海洋国立公園とドンゴナーブ湾＝ムカッワー島海洋国立公園 - （2016年、自然遺産）

### 祝祭日
スーダンの祝祭日はイスラム暦に固定されているため、世界において一般的となっているグレゴリオ暦とは異なる面があることを留意する必要がある。
| 日付       | 日本語表記                     | 現地語表記 | 備考                                           |
| ---------- | ------------------------------ | ---------- | ---------------------------------------------- |
| 1月1日     | 独立記念日                     |            | 1956年に国家独立を勝ち取ったことを記念して制定 |
| 1月7日     | コプトクリスマス               |            |                                                |
| 12月19日   | 革命記念日                     |            |                                                |
| 12月25日   | クリスマス                     |            |                                                |
| 移動祝祭日 | アル＝マウリド・アル・ナバウィ |            | 預言者生誕祭                                   |
| 移動祝祭日 | イド・アル＝フィトル           |            | ラマダーンの終了日                             |
| 移動祝祭日 | イード・アル＝アドハー         |            | 犠牲祭                                         |
| 移動祝祭日 | ヒジュラ暦正月                 |            |                                                |
| 移動祝祭日 | コプトイースター               |            |                                                |

### スポーツ
サッカー
スーダン国内でも他のアフリカ諸国同様に、サッカーが圧倒的に一番人気のスポーツとなっており、1965年にプロサッカーリーグのスーダン・プレミアリーグが創設されている。スーダンサッカー協会によって構成されるサッカースーダン代表は、これまでFIFAワールドカップには未出場である。しかしアフリカネイションズカップには9度出場しており、1970年大会では初優勝に輝いている。また、東部・中部アフリカサッカー協会評議会 (CECAFA) が主催するCECAFAカップでは3度の優勝経験を持つ。
オリンピック